# Sagrario Pinto

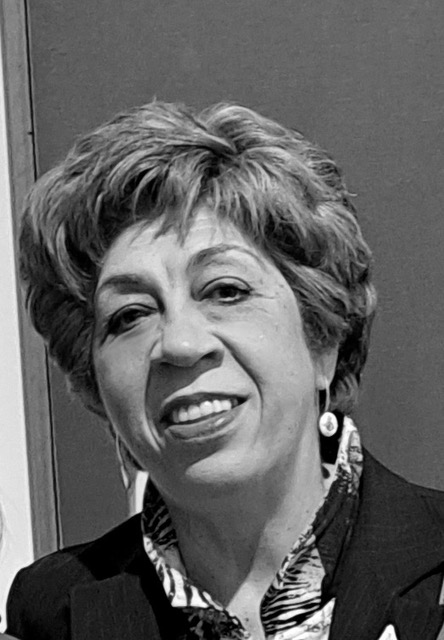
Sagrario Pinto

Sagrario Pinto Martín (Talavera de la Reina, 4 de enero de 1957) es una escritora y maestra española, con una larga trayectoria docente y numerosas publicaciones literarias, sobre todo de obras para niños y jóvenes. Profesional de la enseñanza pública durante cuatro décadas (entre 1982 y 2022), es también autora de varios cursos de lectoescritura y coautora de métodos didácticos y obras diversas para la educación Infantil y Primaria.
Inició sus publicaciones literarias en el terreno de la poesía y a partir del 2000, sin abandonar la escritura para adultos, se decantó por la literatura para lectores de las primeras edades. En el campo de la literatura infantil y juvenil (LIJ) ha publicado alrededor de una treintena de obras de diferentes géneros (poesía, novela, cuento y teatro), si bien su obra de mayor éxito es La casa de los días (2001), libro de poemas del que en 2024 apareció la 25.ª reimpresión. Textos suyos están recogidos en diversas antologías y varios de sus poemas y escenas dramáticas aparecen con frecuencia en libros escolares.

## Formación académica y actividad docente
Tras su formación inicial en su ciudad natal y en Alemania, donde residió durante un año, en 1976 se instaló en Madrid, ciudad en la que reside desde entonces. En 1981 concluyó los estudios de magisterio, en la especialidad de ciencias sociales y educación infantil. También cursó estudios de historia contemporánea y de filología alemana, ambos en la madrileña Universidad Complutense.

## Actividad literaria
Interesada por la escritura poética desde temprana edad, participó en grupos literarios juveniles tanto en su ciudad natal como en Alemania y una vez instalada en Madrid. Con uno de ellos, el Colectivo La Troje, publicó su primer poemario, Noviembre (1980), una obra de carácter posromántico y cierto tono existencialista. Con La piel de la memoria (1999), poemario de carácter autobiográfico y evocador, quedó finalista en el Premio Jaén y, finalmente, obtuvo el premio Ciudad de Puertollano. En 2003, en la colección poética del Instituto Juan Gil-Albert de Alicante, se publicó el volumen Las miradas. Definido como “una sucesión de instantes salvados del olvido”, está compuesto por dos libros complementarios: «En la cuerda del tiempo y «La mirada del río».
A partir de 2000, y tras la buena acogida de su primera novela infantil, El cerezo del fondo del mar (1989), donde recrea y rinde homenaje a algunas tradiciones del Valle del Jerte, Pinto centró su actividad creativa en la literatura infantil.
Su libro de poema La casa de los días, publicado en 2001, tuvo una excelente acogida y se ha reeditado numerosas veces. Carmen Guaita dijo de él que es “un libro escrito al ritmo del calendario que está, seguramente, en las clases de todos los colegios de España”. Son poemas de gran plasticidad, repletos de imágenes sugeridoras. En ellos son frecuentes los juegos verbales y algunos cierres de poemas recuerdan la impronta de Gloria Fuertes. De este libro se dice en Canal Lector: «Este libro de poemas, organizado en torno al ciclo del año y sus ritos estacionales, consigue demostrar que la poesía infantil no tiene por qué ser ripiosa ni ñoña. La emoción lírica parte de una sencillez en la elección de la versificación y de dotar a las palabras de una hondura que permite construir imágenes y sugerencias. Poesía relacionada con lo cotidiano, con la naturaleza y también con lo intangible, como la enfermedad y el amor. Poesía para emocionarse».
A una línea parecida responden los poemarios posteriores: Versos para comérselos (2020), que aborda el mundo de los alimentos y la gastronomía, y Árboles de lluvia (2023), libro impresionista que logra fundir con delicadeza palabras y paisajes. 
Tras su primera novela infantil y dejando a un lado los cuentos escritos al servicio de actividades didácticas y de las numerosas sesiones de animación a la lectura realizadas, Pinto retomó la actividad narrativa con Los días de Castrosil (2013). Es una novela de aventuras de pandilla centrada en la Ribeira Sacra orensana, mientras que Los días de Yucatán (2018) está ambientada en el México de los mayas. Ambas son obras en las que prima el humor y el interés de tramas sencillas abordadas con un lenguaje exigente y creativo.
La autora ha prestado también especial atención al teatro para niños y algunos de sus textos dramáticos, especialmente Momias en tránsito (2022), han sido repetidamente representados en centros culturales y docentes. Extractos de esta obra de teatro han aparecido también en libros de texto.
Entre sus últimas obras para el público infantil destaca la serie Curiosidades en verso, escrita en colaboración con María Isabel Fuentes. Son pequeños libros de rimas sencillas y ocurrentes concebidas para despertar el interés por la musicalidad de las palabras en los primeros lectores. Para Canal Lector se trata de «una nueva y frugal forma de abordar los textos informativos sin perder rigor».
En los últimos años, además de trabajar en nuevas creaciones infantiles, la autora ha retornado a la escritura para adultos.

## Obras

### Poesía para adultos
- Noviembre. Colectivo La Troje, 1980.
- La piel de la memoria (Premio de poesía Ciudad de Puertollano). Grupo Nueva Castilla, 1999.
- Las miradas. Instituto de Cultura Juan Gil Albert, 2003.

### Literatura Infantil y Juvenil

#### Narrativa
- El cerezo del fondo del mar. Everest, La Torre y la Flor, 1989.
- La señora Tormenta. Álbum, Sopa de Cuentos, Anaya, 2008.
- Los días de Castrosil. Anaya, El Duende Verde, 2013. (Varias ediciones).
- Los días de Yucatán. Edelvives, Ala Delta, 2018. (Traducción al euskera: Yukataneko Egunak. Ibazaibal, 2022).
- El sueño de las cosas. Anaya, Sopa de Libros, 2023.
- Cuentos terroríficos (En colab. con María Isabel Fuentes). La Esfera Azul, 2023.

#### Poesía
- La casa de los días. Anaya, Sopa de Libros, 2001 (numerosas reimpresiones).
- Versos para comérselos. Anaya, Sopa de Libros, 2020.
- Árboles de lluvia. La Esfera Azul, 2023.

#### Teatro
- Princesa va al teatro. Everest, Montaña Encantada, 2005.
- Momias en tránsito. Edelvives, Ala Delta-Teatro, 2015 (varias ediciones).
- Escuela de gladiadores. Edelvives, Ala Delta-Teatro, 2023.

#### Serie “Curiosidades en Verso” (en colab. con Mª Isabel Fuentes)
- Qué hay en el Universo. Anaya, 2017 (numerosas reediciones).
- El mundo animal. Anaya, 2017 (numerosas reediciones).
- Las plantas. Anaya, 2017 (varias reediciones).
- El cuerpo humano. Anaya, 2017 (varias reediciones).
- Cuál es tu deporte. Anaya, 2018.
- Los dinosaurios. Anaya, 2018.
- Cuida tu salud. Anaya, 2021.
- El ajedrez. Anaya, 2023
- Halloween. Anaya, 2023.
- Los castillos. Anaya, 2024
- El arte de pintar. Anaya, 2025.
- Curiosidades en verso: Del Big Bang a la humanidad. (Volumen recopilatorio). Anaya, 2025.

#### Serie “Los Animales espaciales”
- El león Ignacio, La Esfera Azul, 2024.
- La jirafa Greta. La Esfera Azul, 2024.

#### En Antologías
- El gran libro de la Navidad (antología temática). Anaya, 2004.
- Pajarito sin cola (poesía infantil en Castilla-La Mancha), 2006.
- Sonidos y palabras (antología de poemas en castellano, catalán euskera y gallego). OEPLI, 2007.
- El libro de los arrullos (antología de poemas infantiles). Servicio de Publicaciones, Consejería de Cultura de Castilla-La Mancha, 2007.
- Corazón de canela (antología poética general). Monte Riego, 2017.
- Poetas en Toledo. Ledoria, 2017.
- Dame tiempo (antología de cuentos). Fundación SM-PPC, 2019.

#### Publicaciones Didácticas (selección)
- Proyecto Siete Colores. Lectoescritura. Anaya, 2000.
- Letras y más letras. Método de lectoescritura. Anaya, 2004.
- Monigotes. Método de lectura y escritura. Anaya, 2004.
- Monigotes, consonantes. Cuadernos de escritura. Anaya, 2006-2009.
- Monigotes, vocales. Cuadernos de escritura. Anaya, 2006-2009.
- Monicacos. Letras e máis. Método de lectura y escritura en gallego. Anaya–Xunta de Galicia, 2006.
- Arts & Crafts. Método de plástica en inglés, 3º y 4º Primaria. Oxford University Press, 2006. (En colaboración).
- Cachalote. Método de educación infantil (3-5 años). Anaya, 2008-2016. Con versiones en catalán (Catxalot) y gallego (Caldeirón). (En colaboración).
- Al agua pez. Educación Infantil 1 año. Anaya, 2009-2012. (En colaboración).
- Al agua pulpo. Educación Infantil 2 años. Anaya, 2009-2012. (En colaboración).
- Cuadernos de vacaciones. Educación Primaria. Anaya, 2010-2015.
- ¡Qué idea! Método de educación infantil (3-5 años). Anaya, 2012-2018. (En colaboración).
- Retos, Método de educación Infantil (3-5 años). Anaya, 2017-2024. Con versión en catalán: Reptes. (En colaboración).
- En curso. Valores sociales y cívicos. Educación en valores para los cursos de Primaria. Bruño, 2014-2019. (En colaboración).
- La extraña consulta de la doctora Leo. Antología de textos 2º Primaria. Edelvives, 2011.
- La Alegre Compañía. Antología de textos 3º Primaria. Edelvives, 2012 (en colaboración, al igual que las siguientes, con Alfredo J. Ramos).
- La Fábrica de Sueños. Antología de textos 5º Primaria. Edelvives, 2012-2015.
- La Estela de los Libros Viajeros. Antología textos 6º Primaria. Edelvives, 2013-2015.
- El misterio de las Palabras Pintadas. Antología textos 6º Primaria. Edelvives, 2013-2015.